# Área metropolitana de Roma
El área metropolitana de Roma consiste en la ciudad de Roma y en una serie de localidades menores ubicadas en la región de Lacio (Italia).
En total, el área metropolitana de Roma se extiende por una superficie de 6.000 km² y cuenta con una población de 4,6 millones de habitantes (2014), de los cuales 48 y 77% corresponden a la ciudad de Roma, respectivamente. Tiene una densidad de población de 1.244 hab/km².

## Composición
El área metropolitana de Roma se compone de la ciudad de Roma y de 35 pequeñas ciudades y municipios ubicados a su alrededor (entre las que destacan las ciudades de Guidonia Montecelio, Fiumicino, Tívoli y Velletri), como se muestra en la tabla siguiente.
| Provincia         | Comuna              | Superficie (en km²) | Población(1) |
| ----------------- | ------------------- | ------------------- | ------------ |
| Lacio             |                     |                     |              |
| Provincia de Roma | Roma                | 1.285               | 2.726.539    |
| Provincia de Roma | Fiumicino           | 222                 | 59.373       |
| Provincia de Roma | Pomezia             | 107                 | 48.385       |
| Provincia de Roma | Ardea               | 50                  | 35.263       |
| Provincia de Roma | Ciampino            | 11                  | 37.984       |
| Provincia de Roma | Castel Gandolfo     | 14                  | 8.643        |
| Provincia de Roma | Albano Laziale      | 23,8                | 37.508       |
| Provincia de Roma | Ariccia             | 18                  | 18.053       |
| Provincia de Roma | Genzano di Roma     | 18                  | 22.685       |
| Provincia de Roma | Lanuvio             | 43,9                | 11.402       |
| Provincia de Roma | Velletri            | 113                 | 50.699       |
| Provincia de Roma | Lariano             | 27                  | 11.295       |
| Provincia de Roma | Artena              | 54                  | 12.674       |
| Provincia de Roma | Rocca di Papa       | 40                  | 14.204       |
| Provincia de Roma | Marino              | 26                  | 37.575       |
| Provincia de Roma | Grottaferrata       | 18                  | 19.986       |
| Provincia de Roma | Frascati            | 22                  | 20.350       |
| Provincia de Roma | Monte Porzio Catone | 9,4                 | 8.607        |
| Provincia de Roma | Monte Compatri      | 24,4                | 9.146        |
| Provincia de Roma | Rocca Priora        | 28                  | 10.943       |
| Provincia de Roma | San Cesareo         | 22                  | 11.707       |
| Provincia de Roma | Colonna             | 3,5                 | 3.543        |
| Provincia de Roma | Zagarolo            | 28                  | 15.153       |
| Provincia de Roma | Palestrina          | 46,8                | 18.334       |
| Provincia de Roma | Labico              | 11,8                | 4.763        |
| Provincia de Roma | Valmontone          | 40                  | 13.683       |
| Provincia de Roma | Genazzano           | 32                  | 5.646        |
| Provincia de Roma | Gallicano nel Lazio | 26                  | 5.294        |
| Provincia de Roma | Tívoli              | 68                  | 51.309       |
| Provincia de Roma | Castel Madama       | 28,5                | 7.124        |
| Provincia de Roma | Guidonia Montecelio | 79                  | 75.692       |
| Provincia de Roma | Sant'Angelo Romano  | 21                  | 3.639        |
| Provincia de Roma | Fonte Nuova         | 20,1                | 25.091       |
| Provincia de Roma | Mentana             | 24                  | 18.879       |
| Provincia de Roma | Monterotondo        | 40                  | 36.751       |
| Provincia de Roma | Formello            | 31                  | 11.173       |
| TOTAL             | TOTAL               | 2.676,2             | 3.330.233    |

- (1) - Datos del 01.01.2006, tomados del informe estadístico de población del Istituto Nazionale di Statistica  Archivado el 8 de noviembre de 2009 en Wayback Machine.

## Comparación
En esta tabla se muestran las cuatro principales áreas metropolitanas de Italia. El área metropolitana de Roma ocupa el tercer puesto.
| N.º | Área metropolitana         | Superficie (en km²) | Población (en millones) |
| --- | -------------------------- | ------------------- | ----------------------- |
| 1   | Milán                      | 2.945               | 4,107                   |
| 2   | Nápoles                    | 1.662               | 3,697                   |
| 3   | Área metropolitana de Roma | 2.676               | 3,330                   |
| 4   | Turín                      | 1.127               | 1,679                   |

- Datos: Q2324995